# ショットキー効果
ショットキー効果（ショットキーこうか、Schottky effect）は、導体表面に強い電界を与えることでポテンシャルエネルギー（ポテンシャル障壁）が低下し、熱電子が放出しやすくなる現象のこと（熱電子放出参照）。その名はヴァルター・ショットキーにちなむ。
外部から与えられた電界で、導体表面は電界によるポテンシャル障壁の低下が起こり、熱電子を放出するのに必要な熱エネルギーは低くなる。
要は、熱電子放出を電界によってアシストするものである。
そのため、熱エネルギーのみで電子を放出させるよりも、電界と熱エネルギーを組み合わせた方が電子を放出させるエネルギーは少なくて済み、同じ電流密度を得るための効率は後者の方が高い。
デバイスの低電力化や寿命の向上に繋がり、SEMやTEMといった電子顕微鏡の電子放出源に用いられている。